# پو (رود)

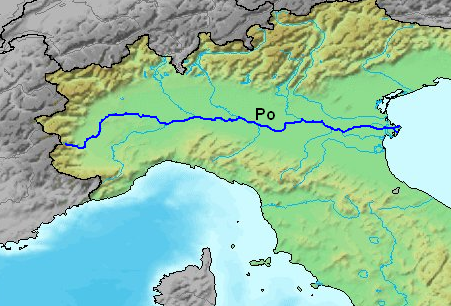
رود پو در شمال ایتالیا

پو (به ایتالیایی: Po) رودی است در شمال ایتالیا به طول ۶۵۲ کیلومتر و مساحت بستر آن ۷۵۰۰۰ کیلومتر مربع می‌باشد. بزرگ‌ترین رود آن کشور است. از ارتفاع ۲۰۲۰ متری آلپ سرچشمه گرفته و به دریای آدریاتیک می‌ریزد. در مسیر این رودخانه سدهای متعدد بسته شده‌است. «پو» در فصل‌های بهار و پائیز طغیان می‌کند. این جریان به وسیلهٔ کانال به ونیز وصل شده‌است.
جریان متوسط تاریخی آب برای ژوئن ۱۸۰۵ متر مکعب در ثانیه بوده‌است. در اواخر ژوئن ۲۰۲۲، جریان اندازه‌گیری شده در فرارا به کمتر از میانگین ۱۴۵ متر مکعب در ثانیه رسید. تغییرات آب و هوایی باعث خشکسالی‌های متعددی در سراسر ایتالیای شمالی شده‌است؛ با پیش‌بینی بسامد و شدت آن که منجر به «کاهش بارندگی در طول فصول بحرانی رشد محصولات زراعی» شده‌است. در ژوئیه ۲۰۲۲، دولت ایتالیا در مناطق امیلیا رومانیا، لومباردی، پیمونت، ونتو و فریولی و جولیا وضعیت اضطراری اعلام کرد.
کم‌آب شدن این رود باعث شد تا یک بمب منفجر نشده ۴۵۰ کیلوگرمی با ۲۴۰ کیلوگرم مواد منفجره متعلق به جنگ جهانی دوم به وسیلهٔ ماهیگیران در بستر خشک‌شده رودخانه در منطقه لومباردی پیدا و خنثی شود.

## نگارخانه

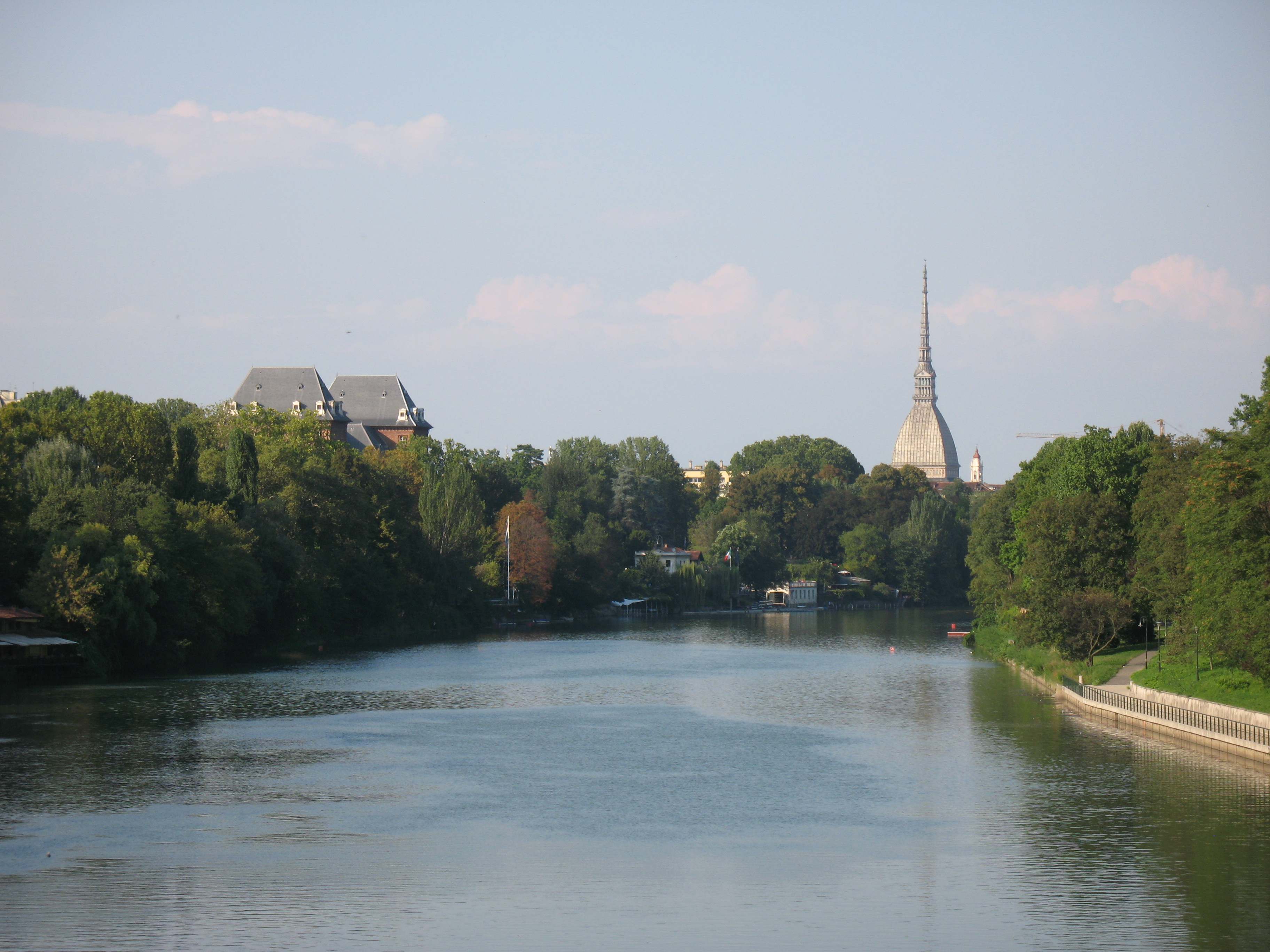
تورین
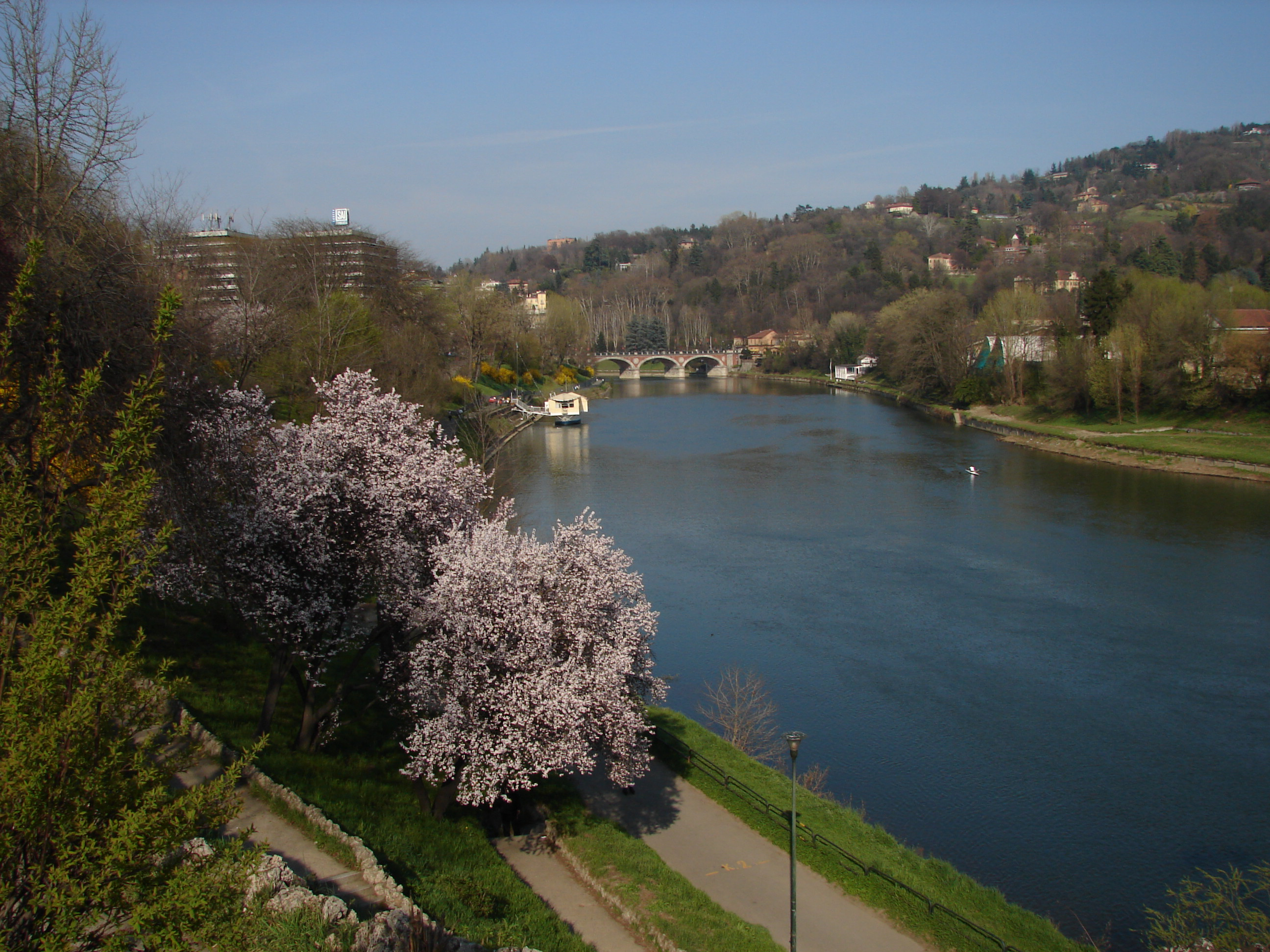
تورین
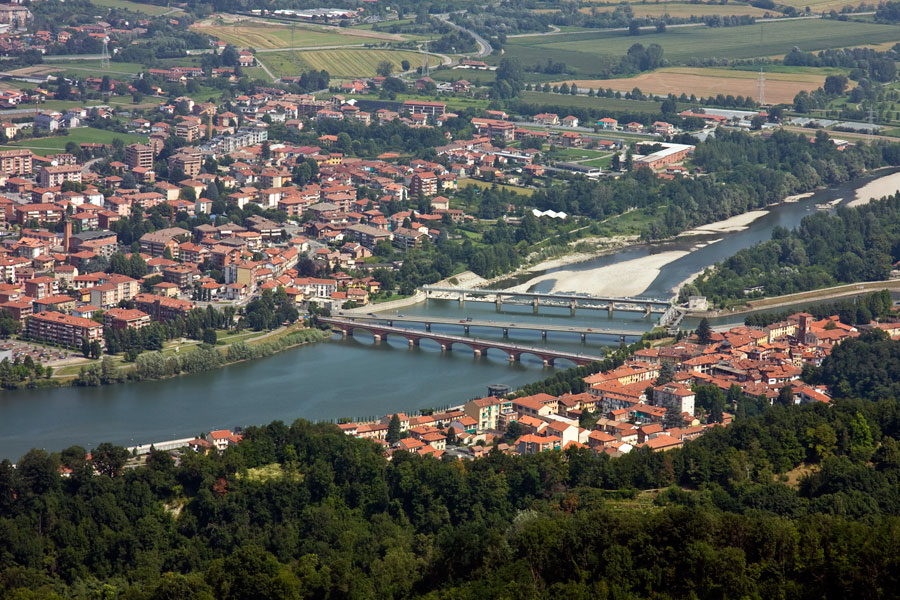
سان ماورو تورینزه
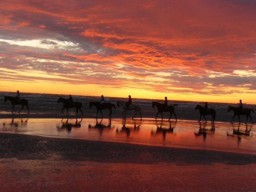